# Marina Katić
Marina Katić (ur. 1 października 1983 w Splicie) – chorwacka siatkarka grająca na pozycji rozgrywającej.
W sezonie 2012/2013 była zawodniczką PTPS Piła. W grudniu 2012 roku z powodu problemów zawodniczki ze zdrowiem klub rozwiązał z nią kontrakt. W sezonie 2013/2014 była zawodniczką Tauronu MKS Dąbrowa Górnicza.
Jej mężem jest włoski siatkarz Francesco De Marchi.

## Sukcesy klubowe
Puchar Chorwacji:
- 2001

Mistrzostwo Chorwacji:
- 2002

Puchar Włoch:
- 2003

Mistrzostwo Włoch:
- 2003

Mistrzostwo Francji:
- 2005

Superpuchar Szwajcarii:
- 2006

Puchar Szwajcarii:
- 2007

Mistrzostwo Szwajcarii:
- 2007

Superpuchar Polski:
- 2013